# 佐賀商工共済協同組合
佐賀商工共済協同組合（さがしょうこうきょうさいきょうどうくみあい）は、佐賀県佐賀市に本部を置いていた事業協同組合（特定共済組合）。

## 沿革
- 1960年7月14日 佐賀貯蓄共済協同組合として設立される。
- 1972年12月 佐賀商工共済協同組合と改称する。
- 1991年度の決算で約7,000万円の損失が発生するも、当時の経理責任者が粉飾決算により隠蔽。
- 1994年6月 粉飾決算が組合内部で発覚。
- 1996年 佐賀県の調査により約16億円の累積欠損があることが判明。但し、組合の自助努力で再建可能と判断されたほか、仮に佐賀県が業務改善命令などの法的措置を取ると取り付け騒ぎが起き組合が破綻すると考え、事実の公表を見送った。
- 1997年4月 「シーバス34」と呼ばれるアルゼンチン国債を担保とした社債を大量購入。その後はこの利息収入で組合の運営は一息ついたかに思われた。
- 2001年12月 アルゼンチン共和国の対外債務支払い一時停止宣言により、利息収入だけでなく大量の元本も回収困難となり、組合再建の道は事実上閉ざされた。
- 2003年8月26日 佐賀地方裁判所に自己破産を申し立て、翌日に破産宣告を受ける。

## 破産の影響
破産当時、共済協同組合は預金保険法の対象ではなく、また預金保険に加入していなかったため、預金が保護されない状態となった。このことが同年の佐賀銀行取り付け騒ぎに、影響を及ぼしたとされる。また、本件及び四日市商工共済協同組合、四日市商工貯蓄共済組合の破綻時も同様の問題が発生したことより、預金保険法が改正され、共済も預金保護の対象となった。